# Hive (Crackergruppe)
Hive war eine Hackergruppe, die vor allem durch Ransomware-Angriffe auf Krankenhäuser und öffentliche Einrichtungen (darunter Schulen) bekannt wurde. Hive bot Ransomware-as-a-Service an und verdiente durch Erpressungen über 100 Millionen US-Dollar  (92 Mio. Euro).
Die Gruppe wurde im Juni 2021 entdeckt. 2022 gelang es amerikanischen Sicherheitsbehörden, Server und Webseiten der Gruppe zu konfiszieren. Sie stellten den Entschlüsselungsschlüssel der benutzten Programme sicher und fanden heraus, dass die Hacker auf Russisch kommunizierten.

## Vorgehen von Hive
Hive-Mitglieder nutzten Techniken wie Phishing, gestohlene VPN-Zugänge und bekannte Sicherheitslücken, wie die Log4J-Lücke, um in Systeme einzudringen. Danach wurden alle Dateien des Systems verschlüsselt und eine Botschaft hinterlassen, dass man auf einer bestimmten TOR-Webseite einen Entschlüsselungscode kaufen könne.
In den anschließenden Zahlungsverhandlungen trat Hive sehr professionell auf und war damit Vorreiter für eine Art Kundenmanagement in der cyberkriminellen Szene. So führte Hive ein Portal für Kunden, die dort ihre Malware-Dienste kaufen konnten, ein Portal für Opfer und Lösegeldzahlungen, sowie eine Leaking-Webseite, auf der erbeutete Daten veröffentlicht wurden.
Hive hatte sich auf Infrastrukturziele spezialisiert. Angegriffen wurden viele Akteure im Gesundheitsbereich, darunter das Memorial Health System, der Costa Rican Social Security Fund und das Lake Charles Memorial Health System. Ein weiteres prominentes Opfer war Tata Power.

## Zerschlagung der Gruppe
Eine im Januar 2023 vom FBI veröffentlichte Mitteilung der Zerschlagung der Gruppe erwies sich als verfrüht. Erst am 21. November 2023 gelang es im Zuge von Durchsuchungen in 30 Objekten in den Regionen Kiew, Tscherkassy, Riwne und Winnyzj durch Ermittler aus Norwegen, Frankreich, Deutschland, den USA und der Ukraine, die Aktivitäten der Gruppe zu beenden.
Außerdem wurde im Mai 2023 der Russe Michail Pawlowitsch Matweew (russisch Михаил Павлович Матвеев) von der US-Justiz angeklagt. Der Kriminelle soll unter anderem auch mit Hive gearbeitet haben. Da Matweew in Russland lebt, konnte er nicht gefasst werden, aber es wurde ein Kopfgeld auf ihn von bis zu 10 Millionen US-Dollar vom Department of State ausgelobt.